# Berglind Björg Þorvaldsdóttir
Berglind Björg Þorvaldsdóttir (traslitterazione anglosassone Berglind Björg Thorvalsdóttir) (Vestmannaeyjar, 18 gennaio 1992) è una calciatrice islandese, attaccante del Valur e della nazionale islandese.

## Carriera

### Club

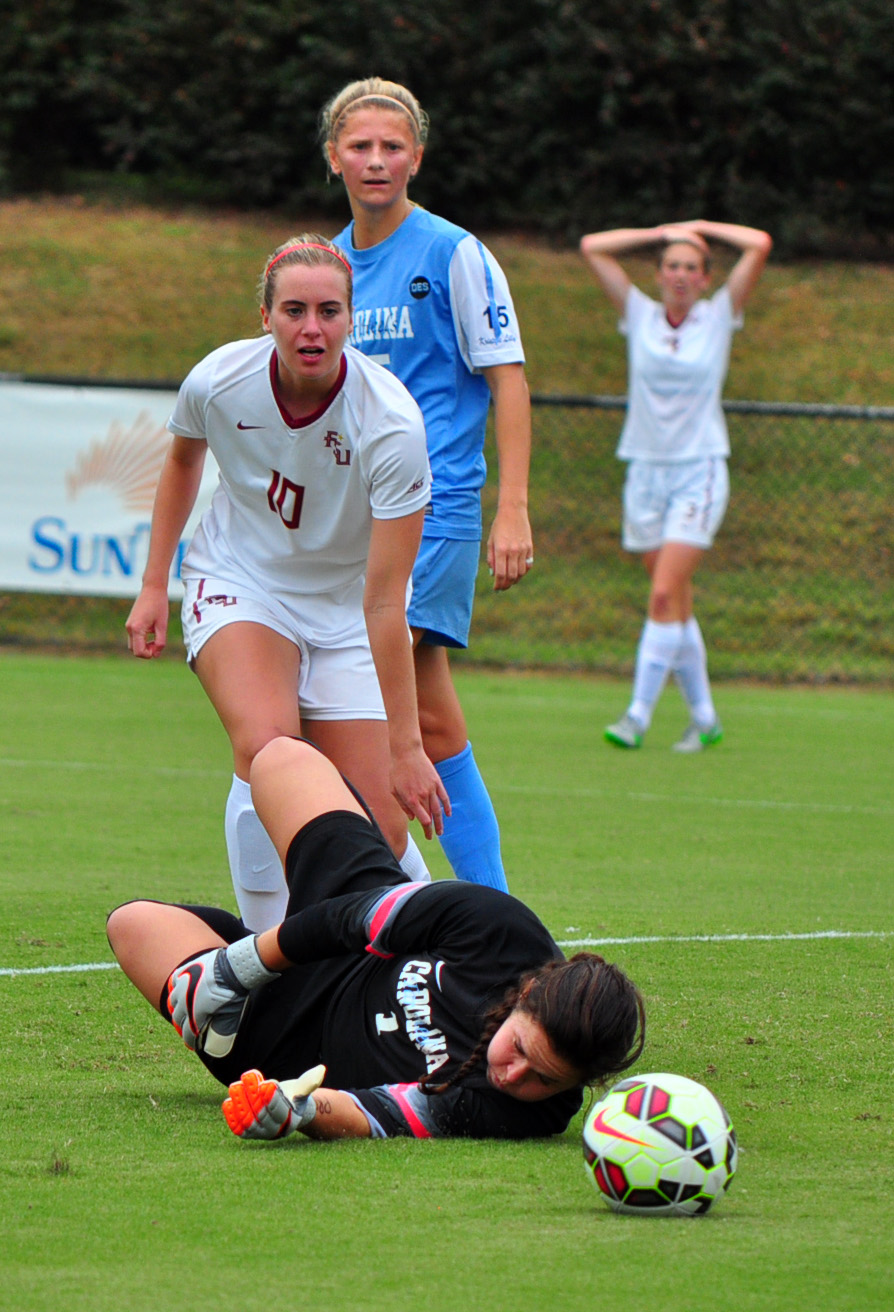
Þorvaldsdóttir a portiere battuto segna una rete per il Florida State Seminoles. 11 ottobre 2015.

Berglind Björg Þorvaldsdóttir nasce e cresce a Vestmannaeyjar, comune islandese della regione di Suðurland, nelle isole Vestmann, appassionandosi al gioco del calcio fin da giovanissima e mettendosi in luce per la sua propensione al gol nelle giovanili dell'ÍBV Vestmannæyja.
In seguito si trasferisce al Breiðablik, squadra dove all'età di 15 anni fa il suo debutto in Úrvalsdeild kvenna, il livello di vertice del campionato islandese, durante la stagione 2007. Con la società con sede nella città di Kópavogur rimane per quattro stagioni consecutive, congedandosi al termine della stagione con un tabellino personale di 28 reti siglate in 55 partite di campionato, alle quali si aggiungono le 2 su 6 partite realizzate in Coppa d'Islanda e le due presenze in Supercoppa, nel 2007 e 2010, entrambe perse con le avversarie del Valur.
Nel 2011 fa ritorno all'ÍBV Vestmannæyja, giocando con la maglia della sua vecchia squadra le due successive stagioni.
Nell'estate 2012 Þorvaldsdóttir decide di trasferirsi negli Stati Uniti d'America per approfondire gli studi presso l'Università statale della Florida (FSU), continuando l'attività sportiva nella sezione di calcio femminile della Florida State Seminoles intervallandola, dall'agosto 2012 fino al giugno 2016, con il suo ritorno in Islanda dove gioca con il Breiðablik le stagioni 2013 e 2014, trasferendosi al Fylkir per quella 2015 e per la prima parte della 2016.
Nell'estate 2016, al termine del suo percorso universitario, fa il suo definitivo ritorno in patria sottoscrivendo un accordo nuovamente con il Breiðablik per la seconda parte della stagione 2016 e rimanendoci fino al termine di quella 2017.
Nel settembre 2017 decide nuovamente di trasferirsi all'estero, sottoscrivendo un accordo con le italiane dell'AGSM Verona per giocare in Serie A, massimo livello del campionato italiano, la stagione 2017-2018. L'avventura al Verona è durata pochi mesi, già nel mese di gennaio 2018 si è svincolata dal club scaligero assieme alla connazionale Arna Sif Ásgrímsdóttir.
Tornata in Islanda sottoscrive nuovamente un accordo con il Breiðablik per la stagione 2018; il suo apporto risulta determinante per la squadra, con Þorvaldsdóttir che, grazie anche alle sue 19 reti su 18 presenze in campionato, condivide con le compagne la conquista del titolo di Campione d'Islanda, il diciassettesimo per la società, e quello di capocannoniere del campionato.
All'inizio del 2019 decide di trasferirsi nuovamente all'estero, per giocare per la prima volta nel campionato olandese in prestito al PSV Eindhoven, disputando tra febbraio e aprile 9 incontri di campionato e siglando una rete prima di tornare in organico al Breiðablik. Qui finisce il campionato al secondo posto, a due punti dal Valur e conquistando nuovamente, seppure a ex aequo con Hlín Eiríksdóttir ed Elín Metta Jensen, il titolo di capocannoniere del torneo con 16 reti siglate.
Terminati gli obblighi contrattuali con la società, durante il calciomercato invernale fa ritorno in Italia, sottoscrivendo un accordo con il Milan per giocare in maglia rossonera la seconda parte della stagione 2019-2020, debuttando nel posticipo della 12ª giornata con la Roma. Il suo inserimento si rivela determinate nella vittoria per 3-2 grazie alla sua doppietta che inverte le sorti dell'incontro, così come per il prosieguo del campionato dove contribuisce, grazie ai suoi 5 centri su 5 presenze (tra cui il gol nel Derby del 2 febbraio, poi vinto 2-1 dalle rossonere), a far vincere alla squadra tutti gli incontri fino alla sospensione del campionato a causa della pandemia di COVID-19.
Libera di vincoli contrattuali, tornata in Islanda inizia la stagione 2020 indossando nuovamente la maglia del Breiðablik, realizzando in campionato 12 reti su 9 presenze, prestazione che la porta al vertice della classifica delle marcatrici e al primo posto in classifica per la sua squadra, tuttavia in agosto sceglie di lasciare il club per una nuova avventura all'estero, scegliendo il Le Havre, neopromosso in Division 1 Féminine, per giocare per la prima volta in carriera nel campionato francese. Il tecnico Thierry Uvenard la impiega da titolare fin dalla 2ª giornata di campionato, dove debutta in D1 nella sconfitta casalinga per 3-1 con il Fleury, mentre nella successiva partita con il Paris FC sigla la sua prima rete in Francia, quella che all'88' porta in parità il risultato e permette alla sua squadra la risalita al 6º posto in classifica.
A fine agosto 2022 ha lasciato il Brann dopo mezza stagione per tornare a giocare in Francia al Paris Saint-Germain.

### Nazionale
Þorvaldsdóttir inizia ad essere convocata dalla Federazione calcistica dell'Islanda (KSÍ) dal 2008, per vestire inizialmente la maglia della formazione Under-17 impegnata nelle qualificazioni al campionato europeo di categoria 2008, facendo il suo debutto con la maglia della nazionale islandese il 17 settembre 2007, nell'incontro vinto per 7-1 sulle pari età della Lettonia. Scende in campo in tutte le due fasi del torneo, giocando tutti i sei incontri di qualificazione, ma l'Islanda, perdendo tutte le partite della seconda fase si qualifica all'ultimo posto del gruppo 4 fallendo l'accesso alla fase finale.
Rimasta in rosa con la U-17 anche per l'anno successivo, disputa la prima fase di qualificazione all'Europeo 2009, scendendo in campo in tutti i tre incontri del gruppo 2 giocati nell'ottobre 2008, ma con due sconfitte e un pareggio la sua nazionale è costretta a lasciare il torneo già all'inizio della fase eliminatoria.
Nel frattempo Þorvaldsdóttir, poco più che sedicenne, ha avuto anche la prima sua convocazione nella formazione Under-19, inserita in rosa con la squadra che disputa la seconda fase di qualificazione all'Europeo di Francia 2008. Anche in questa occasione viene impiegata in tutti i tre incontri della fase, dal 24 aprile 2008, Islanda-Belgio 0-1, con l'Islanda che, inserita nel gruppo 2, perdendo due incontri e pareggiandone uno non riesce a centrare l'accesso alla fase finale.
Veste la maglia della nazionale Under-19 per altri tre anni, fino al limite massimo d'età per partecipare ai tornei, disputando le qualificazioni all'Europeo di Bielorussia 2009, riuscendo ad accedere alla fase finale e giocando tutti gli incontri fino all'eliminazione alla fase a gironi, e le due qualificazioni ai successivi europei, Macedonia 2010 e Italia 2011, sei presenze nelle prime e cinque nelle seconde senza riuscire ancora ad accedere alle fasi finali. Il 2 aprile 2011, nell'inifluente vittoria sul Galles per 2-0, è l'ultima partita giocata con l'Under-19, totalizzando complessivamente 25 presenze e 17 reti realizzate.
La sua prima convocazione nella nazionale maggiore risale ai primi mesi del 2010, chiamata dal commissario tecnico Sigurður Ragnar Eyjólfsson in occasione dell'Algarve Cup 2010, dove debutta il 24 febbraio nell'incontro inaugurale del gruppo B con la sconfitta per 2-0 con gli Stati Uniti e giocando tutte le rimanenti tre partite concludendo al non posto per la vittoria, nella finalina, sul Portogallo. Quello stesso anno disputa due incontri del gruppo 1 delle qualificazioni ai Mondiali di Germania 2011, con la possibilità di accedere alla fase finale oramai compromessa, impiegata da Eyjólfsson nel suo debutto ufficiale in una competizione federale il 22 giugno, 3-0 sulla Croazia, saltando il successivo e ininfluente con la Francia in cima alla classifica, perso 1-0, e giocando l'ultimo con l'Estonia vinto 5-0. Eyjólfsson la convoca anche per l'edizione 2011 dell'Algarve Cup, impiegandola nel solo incontro del 7 marzo, vittoria per 1-0 sulla Danimarca, condividendo il precorso della sua nazionale che dopo aver chiuso la fase a gironi al primo posto gioca la finale per il titolo, perdendola 4-2 con gli Stati Uniti. Segue poi un periodo di oltre quattro anni senza che venga più convocata, né da Eyjólfsson né dal suo successore Freyr Alexandersson che lo rileva nell'estate 2013.
Alexandersson decide di convocarla per la prima volta in occasione dell'amichevole con la Slovacchia del 17 settembre 2015, poi cinque giorni più tardi di nuovo nell'incontro vinto per 2-0 con la Bielorussia valido per la qualificazione agli Europei dei Paesi Bassi 2017. Dal 2016 le sue convocazioni iniziano ad essere regolari, disputando le edizioni 2016 e 2017 dell'Algarve Cup e, dopo alcune amichevoli e la partecipazione alla Sincere Cup 2016, inserita nella rosa delle 23 giocatrici chiamate a disputare la fase finale di Paesi Bassi 2017. Durante il torneo condivide le sorti della sua nazionale che, inserita nel gruppo C con Austria, Francia e Svizzera, non riesce ad essere competitiva, perdendo tutte le tre partite della fase a gironi, classificandosi all'ultimo posto e venendo eliminata dal torneo; in quell'occasione Þorvaldsdóttir scende in campo solamente nell'ultimo incontro, rilevando al 71' Harpa Þorsteinsdóttir partita titolare nella partita persa 3-0 con l'Austria. Alexandersson continua a convocarla in occasione delle del gruppo 5 delle qualificazioni ai Mondiali di Francia 2019 e all'Algarve Cup 2018, una sola presenza contro le vicecampionesse mondiali del Giappone, vinta 2-1 dalle asiatiche, prima di dare le dimissioni dopo la fallita qualificazione, seconda nel girone dietro la Germania, assumendo l'incarico di vice dello svedese Erik Hamrén nella nazionale maschile.
L'arrivo sulla panchina della nazionale del nuovo CT, Jón Þór Hauksson, non muta la fiducia riposta in Þorvaldsdóttir che continua ad essere convocata nelle qualificazione agli Europei di Inghilterra 2022, contribuendo con due reti la conquista della quarta qualificazione alla fase finale del torneo continentale per l'Islanda, ottenuta il 1º dicembre 2020, nell'ultimo incontro del gruppo F, battendo per 1-0 le avversarie dell'Ungheria. L'anno successivo Þorvaldsdóttir raggiunge il traguardo delle 50 presenze in nazionale, nella seconda delle due amichevoli giocate con l'Italia il 10 e il 13 aprile.

## Palmarès

### Club
- Campionato islandese: 1

Breiðablik: 2018
- Coppa d'Islanda: 1

Breiðablik: 2018

### Individuale
- Capocannoniere del campionato islandese: 2

2018 (19 reti), 2019 (16 reti, ex aequo con Hlín Eiríksdóttir e Elín Metta Jensen)